# Valentin Houinato
Valentin Houinato (15 de outubro de 1996) é um judoca beninense. Competiu nos Jogos Olímpicos de Verão de 2024 em Paris na categoria até 81Kg. Foi eliminado na segunda fase pelo italiano Antonio Esposito.
Competindo na categoria de -81kg, Valentin ganhou medalhas de bronze nos Open Africanos de 2023 em Niamey e Dakar, e no Open Africano de 2024 em Tunis. Terminou em quinto lugar no Campeonato Africano de 2023, em Casablanca. As proezas técnicas de Valentin incluem uchi-mata, o-uchi-gari e ura-nage. A nível académico, tem um bacharelato em Informação e Comunicação e trabalha como repórter de rádio. Treinado por Stéphane Trompille e Dimitri Dragin.